# 양주동 (작가)
양주동(梁柱東, 1903년 8월 16일~1977년 2월 4일)은 대한민국의 시인, 문학평론가, 국문학·영문학자, 문학번역가, 수필가였으며, 문학 담당 대학 교수이기도 하였었다. 본관은 남해(南海)이며, 호(號)는 무애(无涯)로, 경기도 개성에서 태어났다.

## 생애
양주동은 대한제국 경기도 개성에서 출생하여, 지난날 한때 대한제국 평안남도 평양에서 잠시 유아기를 보낸 적이 있는 그는 대한제국 황해도 장연에서 성장하였다. 1922년 경성중동고등보통학교를 졸업한 후, 같은 해(1922년)에 일본으로 건너가 도쿄에 유학하여, 이듬해 1923년에 입학한, 일본 도쿄 와세다 대학교 영어영문학과에서, 1928년에 문학 학사 학위를 취득하였고, 1929년 귀국하여, 1932년 9월부터 1941년 9월까지 평남 평양 숭실전문학교 교수로 부임하였다. 1923년에 동인지 《금성》(金星)으로 등장하여, 1932년에는 시집 《조선의 맥박》을 펴내기도 했다. 1919년에 염상섭과 함께 발간한 《문예공론》의 평론은 이른바 절충론으로 불리기도 한다.
이후에 향가 해독에 몰입하면서, 고시대 시가 해석에 힘을 쏟았다. 특히 1942년에는 한국인으로는 처음으로 향가 25수 전편에 대한 해독집인 《조선고가연구》(朝鮮古歌硏究)를 펴냈다. 이어 1947년에는 《여요전주》(麗謠箋注)를 통하여 《고려가요》에 대한 주석을 집대성하였다.
1947년 8월에 동국대학교 국어국문학과 교수로 부임하였고, 1954년부터는 대한민국학술원 종신회원이 되었다.
1919년에 문학평론가로 첫 입문하여, 이른바 시문학 및 평필과 수필 등의 각종 분야의 문학 창작가로 활약을 한지도, 어언 41년이 지난 1960년 6월 24일(금요일)을 기하여, 문학 창작가 분야에서는 은퇴하여, 그렇게 50대 중후반에 이미 시문학 및 평필 등의 분야에서는 본격 문예 절필 선언을 하였고, 이후 어언 17년 동안 학술 분야의 교수 활약에만 전념하였다.

## 활동
- 1948년 5월 31일, 평남평양고보 삼팔선 이남측 재경 동문회에서 수여하는, 평양고등보통학교 명예 졸업장을 받았으며, 1948년 8월 15일, 대한민국 정부 수립 후 1950년 2월 1일, 서울특별시 문화상을 수상하였다.
- 1948년 12월, 국가보안법 제정에 따라 조선민주주의인민공화국 부역자를 조사한다는 명목으로 구성된 합동수사본부가 구성되자 부역 행위에 대해 자수한 바 있다.[4][5]
- 양주동은 1950년대 이후 자신을 가리켜 ‘국보 1호’라고 칭하고 다녔으며, 이와 관련된 다양한 에피소드도 전해진다.
- 10살 연하였던 탄허에게 오대산에서 1주일간 장자 강의를 들은 뒤에는, 탄허에게 오체투지로 절을 했다고 한다. 이후 양주동은 탄허를 가리켜 “장자가 다시 돌아와 제 책을 설해도 오대산 탄허를 당하지 못할 것”이라고 한 바 있다.[6]
- 양주동은 자신의 글 ‘연북록’(硏北錄)에서 “어려서부터 평소의 야망은 오로지 ‘불후(不朽)의 문장’에 있었으매, 시인 비평가 사상인(思想人)이 될지언정 ‘학자’가 되리란 생각은 별로 없었다”고 술회한 적이 있다.[7]
- 양주동은 자신의 글 ‘한자 문제’에서 “아닌게 아니라, 내 글에는 한자어가 많고 벽자(僻字)조차 수두룩함이 사실이다. 어려서 한학 공부를 했기 때문에 일상 용어에 한자어를 남보다 더 많이 쓰는 버릇이 있으니, 문장이 또 그럴 것은 어쩔 수 없다”고 술회한 적이 있다.[7]
- 양주동은 3인칭 대명사로 남자는 ‘그놈’ 여자는 ‘그년’이라 쓰자고 제안한 일이 있다고 한다.[8]

## 건국실천원양성소

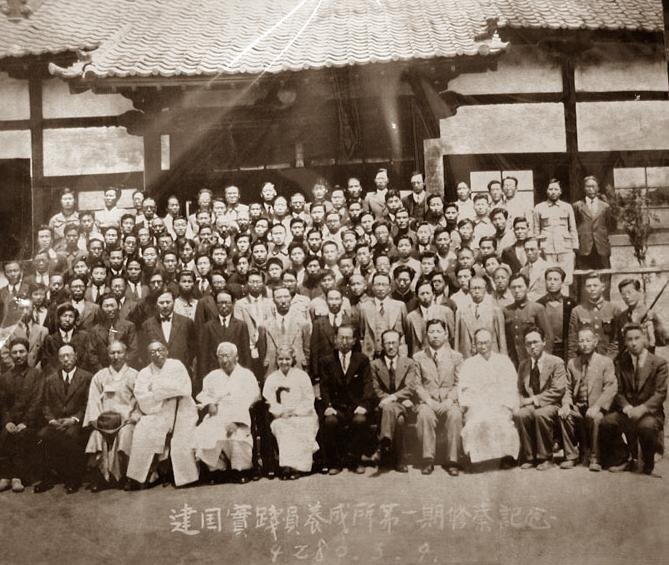
건국실천원양성소 1기 수업기념

건국실천원양성소(建國實踐員養成所)는 1947년 국가를 건설하기 위한 인재 양성을 목적으로 설립한 단체로 대한민국 임시정부 주석이었던 김구(金九)가 귀국한 뒤 국가 건설에 따른 인재의 필요성을 느껴 서울시 용산구 원효로에 있던 원효사를 본부로 설립하였다.
이 단체는 김구의 자주정부 수립을 위한 준비의 일환으로, 임시정부가 1940년 9월 충칭(重慶)에서 제정, 공포한 ＜대한민국건국강령＞을 기초로 하였다.
건국강령은 제1장 총칙, 제2장 복국(復國), 제3장 건국으로 구성되었고, 그 내용은 정치·경제·교육의 균등한 발전을 통하여 복국(復國), 건국(建國), 치국(治國), 더 나아가서는 구세(救世)의 이상을 실현하고자 한 삼균주의(三均主義)를 바탕으로 하였다.
독립운동 과정 중 복국의 단계에서 광복군(光復軍)이 필요했던 것처럼, 건국의 단계에서는 건국의 동량이 필요했고, 이 필요에 의하여 1947년 3월 이 양성소가 설립되었다.
명예소장에 이승만(李承晩), 소장에 김구(金九), 이사장에는 장형(張炯)으로 출발한 이 양성소는 전국 각지의 우수한 애국청년들을 선발하여 건국운동의 중견 일꾼으로 양성하고자 교육을 시켰다. 이러한 인재 양성의 발상은 청년들이 국가를 건설하는 데 매우 중요한 구실을 한다는 김구 개인의 신념에서 나왔다.
양성소의 매기 교육 인원은 100명 내외였다. 교육기간은 제1기가 2개월이었고, 제2기부터 마지막 교육을 받은 제9기까지는 1개월이었다. 교육내용은 독립운동사·정치·경제·법률·헌법·역사·선전·민족문화·국민운동·철학·약소민족문제·농촌문제·협동조합·사회학·공산주의 비판·여성문제 등과 특별강의였다.
강사는 조소앙(趙素昻)·조완구(趙琬九)·신익희(申翼熙)·지청천(池靑天)·나재하(羅在夏)·김성주(金成柱)·김경수(金敬洙)·최호진(崔虎鎭)·김정실(金正實)·양주동(梁柱東)·민영규(閔泳珪)·엄상섭(嚴詳燮)·엄항섭(嚴恒燮)·김학규(金學奎)·설의식(薛義植)·김기석(金基錫)·이상조(李相助)·주석균(朱碩均)·홍병선(洪秉璇)·김하선(金昰善)·김석길(金錫吉)·안재홍(安在鴻)·정인보(鄭寅普)·황기성(黃基成)·이인(李仁)·김활란(金活蘭)·김법린(金法麟)·박순천(朴順天)·이은상(李殷相) 등 각계의 인사들이었다. 이때 양주동은 친분이 있던 김정실, 엄항섭과 함께 강사로 참여하였다.

이러던 차에 1949년 6월 26일 한국독립당 당수 김구가 육군 포병 소위 안두희(安斗熙)에게 권총으로 사살된 김구 암살 사건(金九暗殺事件)이 발생하여 김구가 암살된 후, 1949년 8월 23일 건국실천원양성소는 해체되고 건물 원효사는 1949년 9월 홍익대학교에 인수됐다.

## 이외 이력
- 한국독립당 당무위원 겸 문화예술행정특임위원(1946년 2월~1947년 1월)
- 숭실대학교 국어국문학과 교수
- 연희대학교 영어영문학과 교수
- 동국대학교 국어국문학과 교수
- 동국대학교 대학원 원장
- 신민당 당무위원 겸 문화예술행정특임고문(1972년 2월~1973년 3월)

## 저술한 서적
- 《조선의 맥박》, 1930.
- 《조선고가연구》, 1942.
- 《여요전주》, 1947.
- 《국학연구논고》, 1962.

## 같이 보기
- 김구
- 장형
- 김정실

## 참고 자료 및 외부 링크
- 양주동(梁柱東) - 한국학중앙연구원
- 양주동 - 문화인물자료관[깨진 링크(과거 내용 찾기)]
- 양주동 - 한국사데이터베이스
- 양주동 - Daum 데이터 사전
- 양주동 - Daum 문학백과사전
- 양주동 - 두산대백과사전
- 양주동 - 한국민족문화대백과사전
- 양주동 - 한국국어국문학자료사전
- 양주동- 한국민족문학백과사전
- 양주동 - 한국현대문학백과사전
- 양주동 - 문학작가인명사전